# Physotrichia helenae
Physotrichia helenae är en flockblommig växtart som beskrevs av Buscal. och Reinhold Conrad Muschler. Physotrichia helenae ingår i släktet Physotrichia och familjen flockblommiga växter. Inga underarter finns listade i Catalogue of Life.